# Exploração de Júpiter

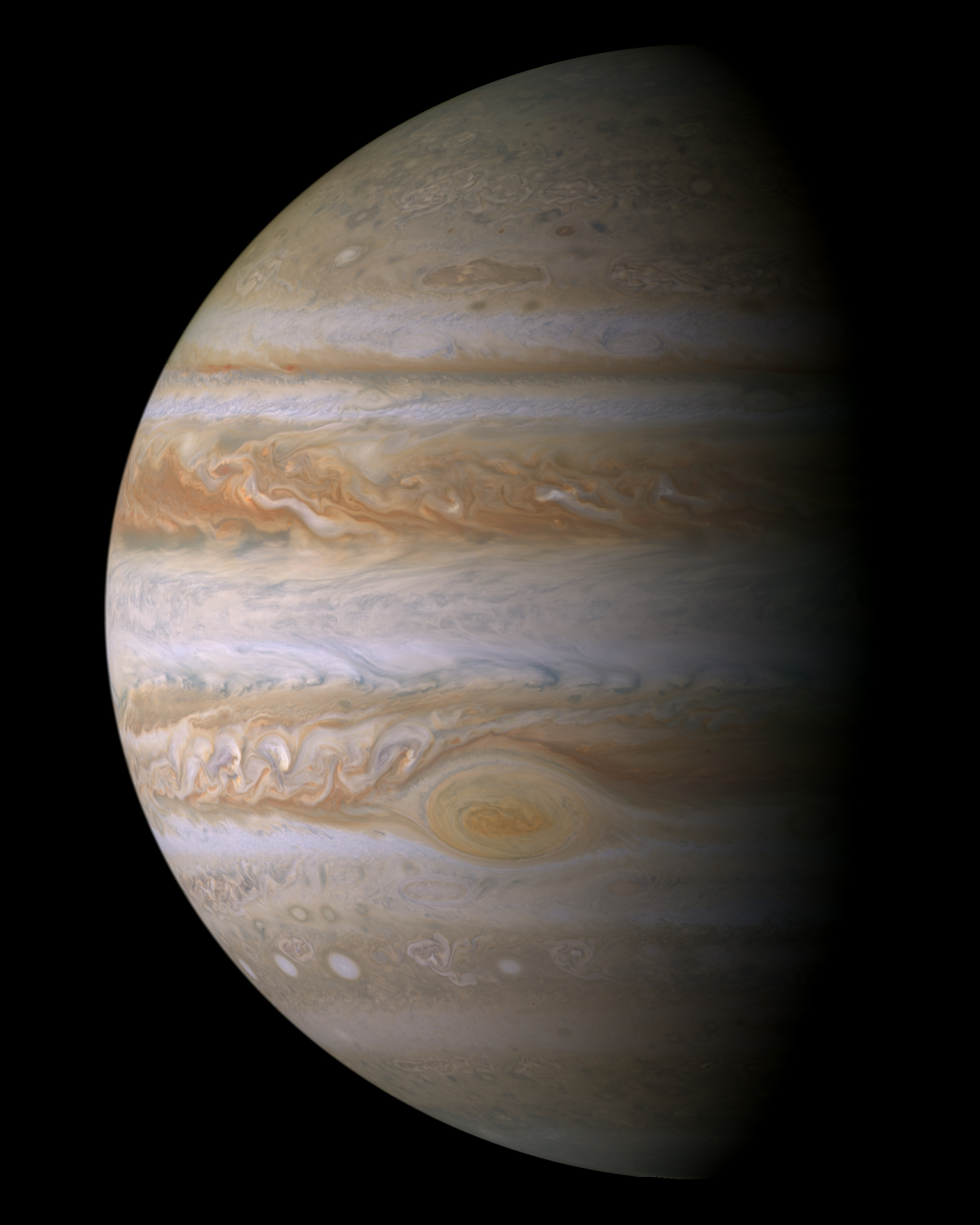
Imagem de Júpiter tomada pela Cassini-Huygens. Esta é a imagem global colorida mais detalhada já feita do planeta.

A exploração de Júpiter foi conduzida até os dias presentes através de sondas espaciais robóticas, começando com a chegada da Pioneer 10 no sistema jupiteriano em 1973, e posteriormente, através de outras sete sondas espaciais, fazendo de Júpiter o planeta gasoso mais visitado por sondas espaciais. Todas estas missões foram realizadas pela NASA, e todas com exceção da Galileo e da Juno foram missões de sobrevoo, onde as sondas passaram próximo ao planeta, tomando observações detalhadas do sistema, mas sem aterrissar ou entrar em órbita. Planos para mais missões para o sistema jupiteriano estão em desenvolvimento, mas nenhuma missão está planejada para chegar no planeta antes de 2016. O envio de espaçonaves para Júpiter é complicado por diversas dificuldades técnicas, em especial, devido à grande quantidade de combustível requerido, e aos altos níveis de radiação presentes dentro do sistema jupiteriano.
A primeira sonda a se aproximar do planeta foi a Pioneer 10 em 1973, seguida alguns meses depois pela Pioneer 11. Além de tirarem as primeiras imagens detalhadas do planeta, essas sondas descobriram sua magnetosfera e que seu interior é composto primariamente de fluidos. A Voyager 1 e a Voyager 2 visitaram o planeta em 1979, e estudaram em detalhes os satélites e os anéis de Júpiter, descobrindo atividade vulcânica em Io e a presença de gelo de água na superfície de Europa. A Ulysses estudou a magnetosfera jupiteriana em 1992 e 2004. A Cassini-Huygens efetuou sua aproximação em 2000, tomando imagens bastante detalhadas de sua atmosfera. A New Horizons passou pelo planeta em 2007, aumentando a precisão de vários parâmetros do sistema jupiteriano e seus satélites.
A Galileo foi a primeira sonda a entrar na órbita de Júpiter, chegando em 1995 e estudando o planeta até 2003. Durante este período, a Galileo coletou enormes quantidades de informações sobre o sistema jupiteriano, e realizou aproximações a todos os satélites galileanos, encontrando evidência de atmosferas tênues em três deles. Antes de chegar ao planeta, a Galileo testemunhou o impacto do cometa Shoemaker-Levy 9, em 1994. Em dezembro de 1995, a Galileu lançou uma sonda dentro da atmosfera jupiteriana.
Futuras sondas planejadas incluem a Juno, lançada em agosto de 2011, que entrará em órbita polar em torno do planeta para analisar se ele possui um núcleo rochoso, e a Europa Jupiter System Mission, planejada para ser lançado em torno de 2020, que estudará em detalhes os satélites jupiterianos, em especial, Europa e Ganímedes, buscando resolver o mistério se oceanos de água líquida realmente existem em Europa. Alguns administradores da NASA até cogitaram missões tripuladas para Júpiter, embora tais não são consideradas possíveis com a tecnologia existente no momento.

## Dificuldades técnicas
Voos da Terra para outros planetas possuem um alto custo com energia. A quantidade de energia necessária para alcançar Júpiter a partir de uma órbita terrestre é quase a mesma de sair da superfície da Terra e entrar em uma órbita terrestre baixa. Em astrodinâmica, esse gasto de energia é definido pela mudança da velocidade da nave, ou delta-V. A energia necessária para alcançar Júpiter a partir de uma órbita terrestre requer um delta-V de cerca de 9 km/s, comparados com os 9,0–9,5 km/s para alcançar uma órbita terrestre baixa. No entanto, assistência gravitacional através de sobrevoos planetários (pela Terra ou Vênus por exemplo) pode ser usada para economizar combustível, embora aumente significativamente o tempo necessário para chegar no destino final em comparação com a trajetória direta.
Um grande problema em mandar sondas para Júpiter é que o planeta não tem uma superfície sólida para aterrissar, uma vez que há uma transição suave entre a atmosfera do planeta e seu interior. Qualquer sonda descendo na atmosfera é destruída pela imensa pressão.
Outro problema é a quantidade de radiação à qual a sonda é submetida, devido ao severo ambiente de partículas carregadas em volta de Júpiter (veja Magnetosfera de Júpiter para mais informações). Por exemplo, quando a Pioneer 11 fez sua aproximação máxima ao planeta, o nível de radiação foi dez vezes maior que o esperado. No entanto, mesmo com pequenos defeitos, a sonda consegui passar da área de radiação. No entanto ela perdeu boa parte das imagens de Io, uma vez que a radiação fez o sistema da sonda receber vários falsos comandos. As sondas Voyager tiveram de ser reprojetadas para suportar os altos níveis de radiação. A dose de radiação da sonda Galileu excedeu sua especificações, e o sistema da sonda falhou várias vezes, levando à perda total dos dados da 16ª, 18ª e 33ª órbitas.

## Missões

### Programa Pioneer (1973 e 1974)

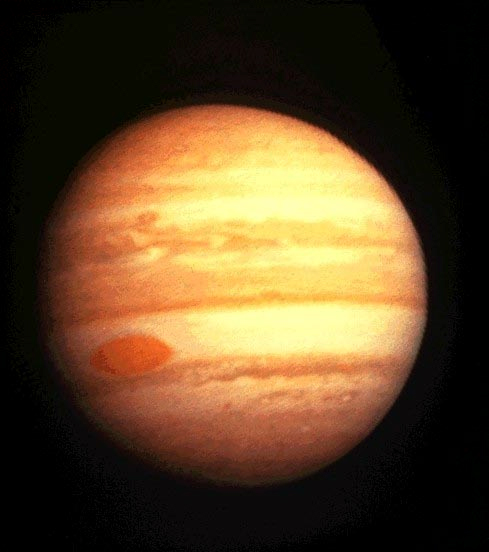
Imagem de Júpiter obtida pela Pioneer 10, a primeira sonda a visitar o planeta

A primeira sonda que explorou Júpiter foi a Pioneer 10, que passou pelo planeta em dezembro de 1973, seguida pela Pioneer 11 treze meses depois. A Pioneer 10 obteve as primeiras imagens detalhadas de Júpiter e suas luas; ela estudou a atmosfera do planeta, detectou seu campo magnético, observou seu cinturão de radiação e determinou que Júpiter é composto por fluidos principalmente. A Pioneer 11 fez sua aproximação máxima, a 34 000 km das nuvens superiores de Júpiter, em 4 de dezembro de 1974. Ela obteve imagens da Grande Mancha Vermelha, fez as primeiras observações da região polar de Júpiter, e determinou a massa de Calisto. A informação recolhida por essas duas sondas ajudou astrônomos e engenheiros a melhorarem o design de futuras sondas.

### Programa Voyager (1979)
A Voyager 1 começou a fotografar Júpiter em janeiro de 1979 e fez sua aproximação máxima em 5 de março de 1979, a uma distância de 349 000 km do centro do planeta. Sua aproximação permitiu imagens com resolução melhor, e a maioria das observações dos satélites, anéis, campo magnético e ambiente de radiação foram feitas num período de 24 horas antes e depois da aproximação, mesmo que a Voyager 1 continuou fotografando o planeta até abril. Ela foi seguida pela Voyager 2, que fez sua aproximação máxima em 9 de julho de 1979, a 570 000 km do planeta.

Sequência de imagens da aproximação da Voyager 1 a Júpiter

As sondas Voyager melhoraram muito o conhecimento sobre as luas de Galileu, e também descobriram os anéis de Júpiter. Elas também tiraram as primeiras fotos de perto da atmosfera do planeta, revelando que a Grande Mancha Vermelha é uma complexa tempestade se movendo no sentido anti-horário. Uma série de outras tempestades menores e formações foram achadas na atmosfera. Dois novos satélites, Adrasteia e Métis, foram descobertos orbitando na borda externa dos anéis, fazendo deles os primeiros satélites de Júpiter descobertos por uma sonda espacial. Um terceiro satélite, Tebe, foi descoberto entre as órbitas de Amalteia e Io.
A descoberta de atividade vulcânica em Io foi uma das maiores descobertas do programa Voyager, já que foi a primeira vez que um vulcão em atividade foi observado fora da Terra. Juntas, as Voyagers observaram a erupção de nove vulcões em Io, assim como evidências de erupções que ocorreram entre o encontro das duas sondas.
Nas fotos da Voyager 1, Europa apresentava várias formações lineares que se cruzavam. A princípio, cientistas acreditaram se tratar de fundas rachaduras, causada por riftes ou processos tectônicos. No entanto, imagens melhores da Voyager 2 deixaram cientistas confusos, uma vez que nessas fotos as formações praticamente não tinham relevo topográfico. Isso sugere que essas rachaduras podem ser similares às banquisas na Terra, e que Europa pode ter um interior de água líquida. Europa pode ser internamente ativa devido a aquecimento por marés a um nível 10 vezes menor que em Io, e como resultado, pode ter uma camada fina de menos de 30 km de espessura de gelo de água, possivelmente flutuando em um oceano de 50 km de profundidade.

### Ulysses (1992)
Em 8 de fevereiro de 1992, a sonda Ulysses passou pelo polo norte de Júpiter a uma distância de 451 000 km. Esse encontro foi uma manobra de gravidade assistida necessária para que a Ulysses obtivesse uma órbita altamente inclinada ao redor do Sol, aumentando sua inclinação com a eclíptica para 80,2°. A órbita da sonda permaneceu com um afélio de cerca de 5 UA (a distância de Júpiter ao Sol), enquanto seu perélio ficou em cerca de 1 UA (a distância da Terra ao Sol). Durante o encontro com Júpiter, a sonda fez medições na magnetosfera do planeta. Como a sonda não tinha câmera, nenhuma imagem foi tirada. Em fevereiro de 2004, a Ulysses sobrevoou Júpiter mais uma vez, porém a uma distância muito maior—cerca de 240 milhões de km, realizando observações de longe.

### Galileu (1995–2003)
Por enquanto, a única sonda espacial que orbitou Júpiter é a Galileu, que entrou na órbita de Júpiter em 7 de dezembro de 1995. Ela orbitou o planeta por mais sete anos, fazendo 35 órbitas até ser destruída durante um impacto controlado com Júpiter em 21 de setembro de 2003. Durante esse período ela recolheu muitas informações sobre o sistema jupiteriano, incluindo vários sobrevoos por todas as luas de Galileu, assim como por Amalteia, embora a quantidade de informações não foi tão grande quanto esperada devido a uma falha na antena de transmissão. A Galileu também observou o impacto do cometa Shoemaker-Levy 9 em 1994 e enviou uma sonda atmosférica para a atmosfera de Júpiter em dezembro de 1995.

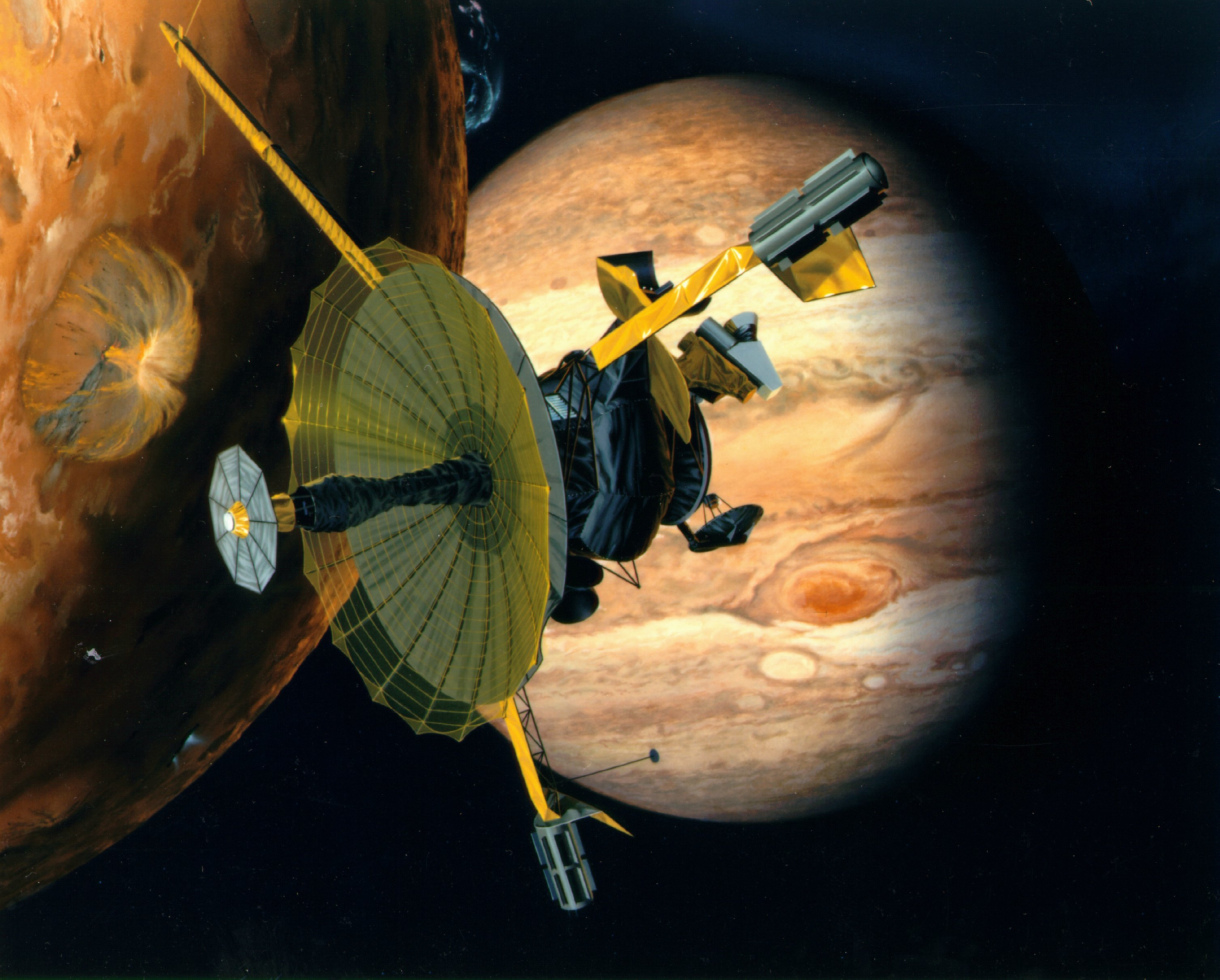
Impressão artística do encontro da Galileu com Io

As câmeras da sonda Galileu observaram fragmentos do cometa Shoemaker-Levy 9 entre 16 de julho e 22 de julho de 1994 enquanto eles colidiam com Júpiter a uma velocidade de aproximadamente 60 km/s. Essa foi a primeira observação direta de uma colisão extraterrestre no Sistema Solar. O impacto ocorreu no lado de Júpiter não visível da Terra no momento, e a Galileu, que estava a 1,6 UA do planeta, pôde ver os impactos. Seus instrumentos detectaram uma bola de fogo que alcançou uma temperatura de cerca de 24 000 K (por comparação, a temperatura típica de Júpiter é de 130 K), e a pluma da bola de fogo alcançou uma altura de mais de 3 000 km.
Uma sonda atmosférica foi liberada da Galileu em julho de 1995, entrando na atmosfera de Júpiter em 7 de dezembro de 1995. A sonda atravessou cerca de 150 km da atmosfera, coletando dados por 57,6 minutos, até ser destruída pela pressão e temperatura a que era submetida, cerca de 22 vezes a pressão da Terra, a uma temperatura de 153 °C. Com o orbitador Galileu aconteceu algo parecido, porém mais rápido, quando ele foi intencionalmente comandado para colidir com o planeta em 21 de setembro de 2003 a uma velocidade de mais de 50 km/s, com o objetivo de evitar qualquer possibilidade de colisão com as luas de Júpiter, o que as contaminaria.

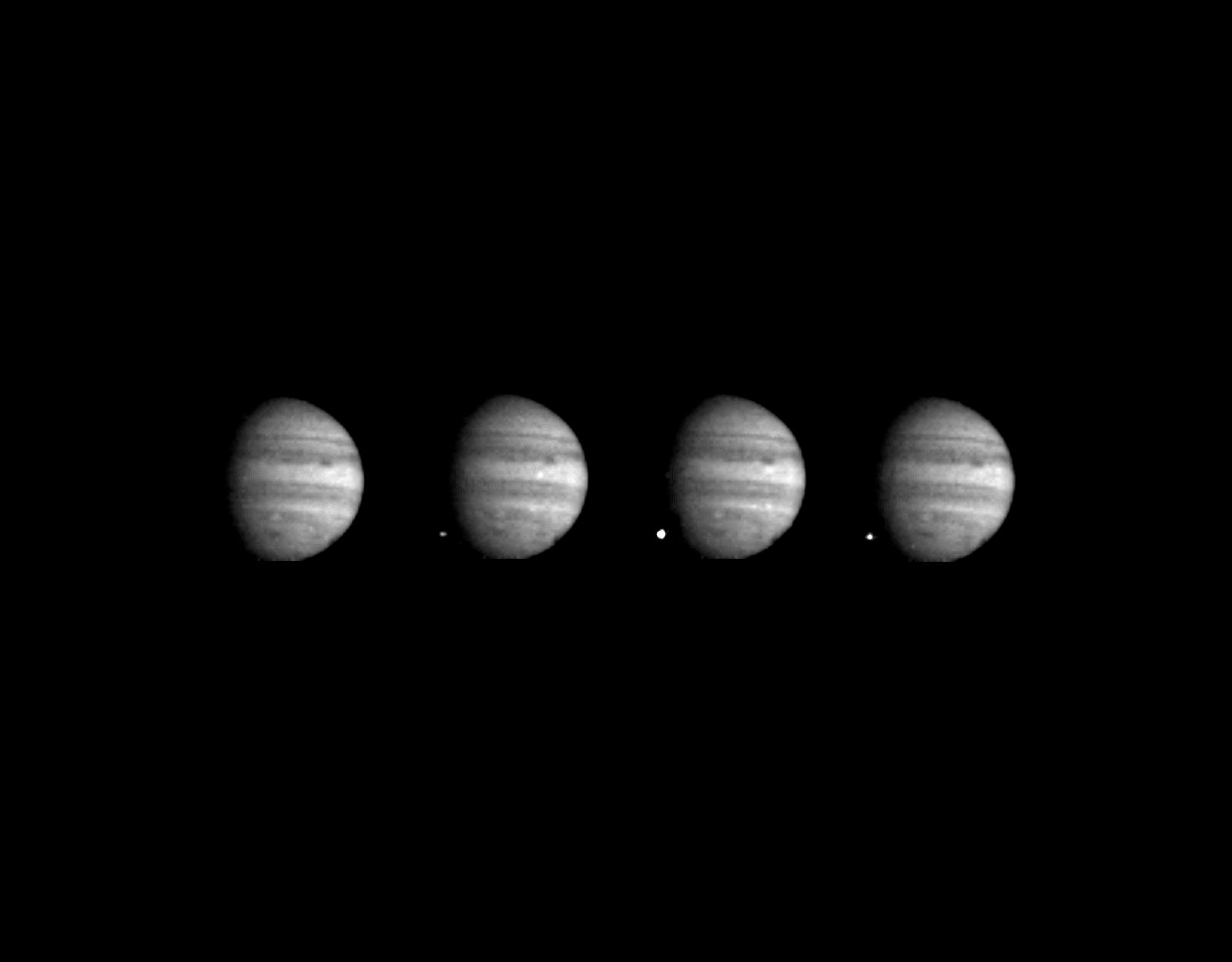
Sequência de imagens tiradas pela Galileu alguns segundos antes de um fragmento incandescente do Comet Shoemaker-Levy 9 colidir com Júpiter

Os principais resultados científicos da missão Galileu incluem:
- a primeira observação de nuvens de amônia em atmosferas extraterrestres—a atmosfera cria partículas de gelo de amônia a partir de material vindo de profundidades menores;
- confirmação de atividade vulcânica extensiva em Io—que é 100 vezes maior que na Terra; o calor e frequência de erupções são parecidos com a Terra primitiva;
- observação de interações complexas de plasma em Io que cria correntes elétricas imensas;
- evidências que suportam a teoria de um oceano líquida em Europa;
- primeira detecção de um campo magnético significativo em volta de um satélite (Ganimedes);
- evidências que Europa, Ganimedes e Calisto têm uma camada de água salgada líquida embaixo da superfície;
- evidências para uma fina atmosfera em Europa, Ganimedes e Calisto;
- entendimento da formação dos anéis de Júpiter (por poeira que se chocou nas luas internas do planeta), assim como a observação de dois anéis externos e a possibilidade de um anel separado perto da órbita de Amalteia;
- identificação da estrutura e dinâmica global da magnetosfera do planeta.

### Cassini (2000)

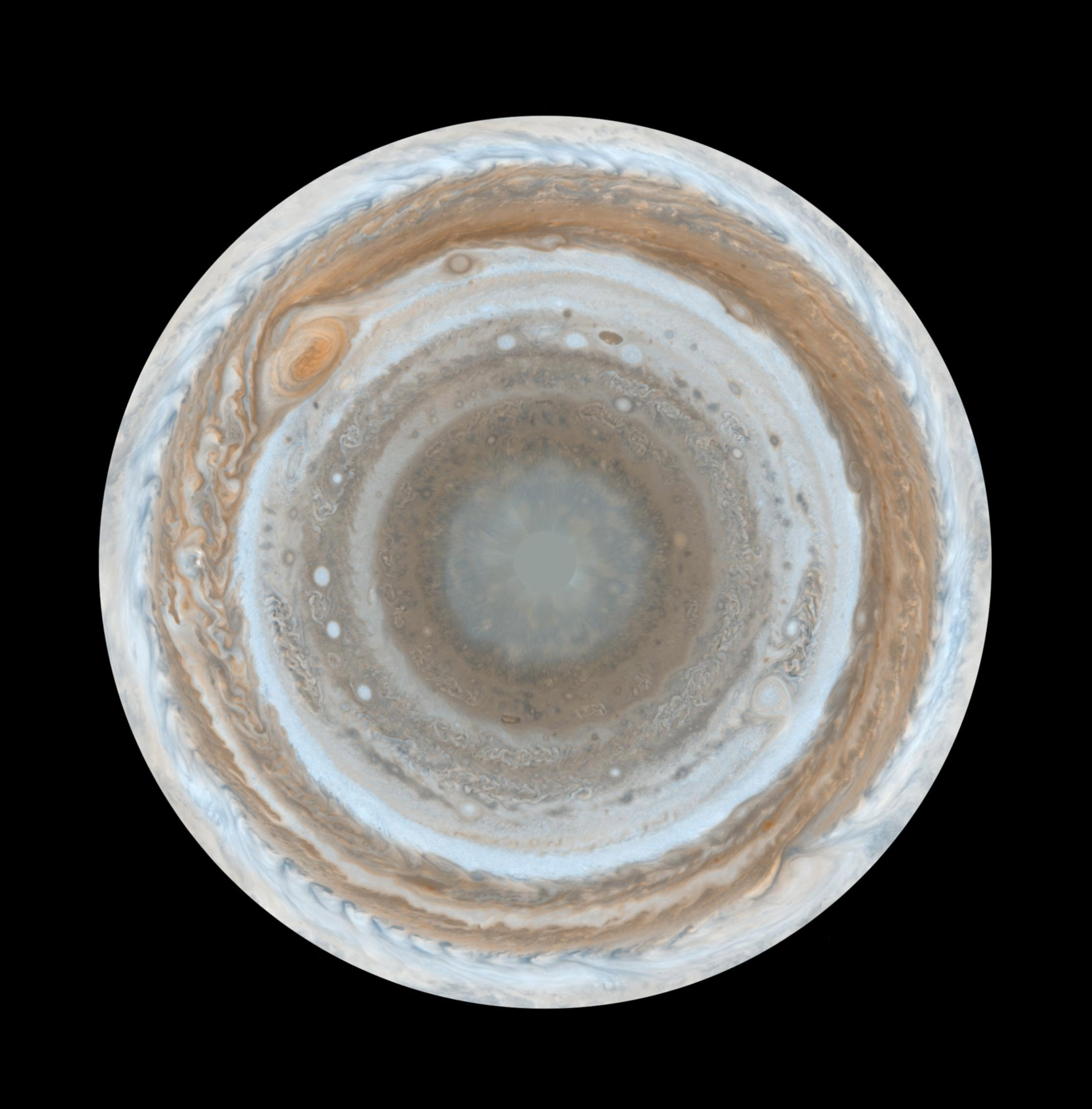
O mapa de Júpiter mais detalhado já produzido, feito pela Cassini. Essa projeção mostra o polo sul no centro e o equador na borda

Em 2000, a sonda Cassini, a caminho de Saturno, sobrevoou Júpiter e forneceu algumas das melhores imagens já tiradas do planeta. A aproximação máxima aconteceu em 30 de dezembro de 2000, possibilitando várias análises e medições científicas. Cerca de 26 000 imagens de Júpiter foram tirada durante a passagem pelo planeta. A Cassini também produziu o mapa mais detalhado de Júpiter já feito, onde é possível ver detalhes de 60 km de comprimento.
Uma grande descoberta do sobrevoo da Cassini, anunciada em 3 de março de 2003,[carece de fontes?] foi a circulação atmosférica de Júpiter. Na atmosfera do planeta, os cinturões (que são escuros) alternam com zonas (que são claras), e as zonas, com suas nuvens pálidas, eram consideradas por cientistas como áreas de ar ascendente (que vem de baixo e sobe em direção à atmosfera superior), parcialmente porque na Terra as nuvens se formam por ar ascendente. No entanto, análises das imagens da Cassini mostram que os cinturões escuros contêm áreas individuais de nuvens claras ascendentes, que não são visíveis da Terra. Anthony Del Genio do Goddard Institute for Space Studies da NASA disse que "os cinturões devem ser áreas de movimento atmosférico ascendente em Júpiter, [então] o movimento nas zonas deve ser para baixo".
Outras observações atmosféricas incluem um escuro redemoinho de forma oval com muita neblina, com cerca do tamanho da Grande Mancha Vermelha, perto do polo norte de Júpiter. Imagens infravermelhas revelaram aspectos da circulação perto dos polos, com bandas de vento que circulam o planeta e bandas adjacentes se movendo na direção oposta. O mesmo anúncio também discutiu a natureza dos anéis de Júpiter. A luz dispersa por partículas dos anéis mostram que as partículas têm forma irregular e provavelmente se originaram de material ejetado de impactos de micrometeoritos nas luas de Júpiter, provavelmente Métis e Adrasteia. Em 19 de dezembro de 2000, a Cassini tirou fotos de baixa resolução de Himalia, mas estava muito distante para revelar detalhes da superfície.

### New Horizons (2007)

Erupção vulcânica em Io, vista pela New Horizons em 2007

A sonda New Horizons, a caminho de Plutão, sobrevoou Júpiter para uma assistência gravitacional e foi a primeira sonda lançada diretamente em direção ao planeta desde a Ulysses em 1990. O Long Range Reconnaissance Imager (LORRI) tirou suas primeiras fotos de Júpiter em 4 de setembro de 2006. A sonda começou a estudar o sistema jupiteriano em dezembro de 2006, e fez sua aproximação máxima em 28 de fevereiro de 2007.
Durante sua passagem por Júpiter, os instrumentos da New Horizons fizeram medições detalhadas das órbitas das luas internas do planeta, especialmente Amalteia. As câmeras da sonda observaram vulcões em Io, estudaram detalhadamente as luas de Galileu, Himalia e Elara. A sonda estudou também a Oval BA, a magnetosfera de planeta e o tênue sistema de anéis.

## Missões futuras e propostas
Em 5 de agosto de 2011 a NASA lançou a sonda Juno, que vai estudar Júpiter de uma órbita polar, chegando no planeta em 2016. A sonda vai estudar a composição, campo gravitacional, campo magnético e magnetosfera polar do planeta. A Juno também vai revelar pistas sobre a formação de Júpiter, incluindo estudos do núcleo rochoso, a quantidade de água presente nas profundezas da atmosfera, e distribuição da massa do planeta. A sonda também vai estudar os ventos de Júpiter, que alcançam velocidades de 600 km/h.
A Europa Jupiter System Mission (EJSM) é uma proposta conjunta da NASA/ESA para exploração de Júpiter e suas luas. A NASA e a ESA anunciaram em fevereiro de 2009 que esta missão foi priorizada em relação à Titan Saturn System Mission. A proposta inclui lançamento perto do ano 2020 e consiste da Jupiter Europa Orbiter, liderada pela NASA, e a Jupiter Ganymede Orbiter, liderada pela ESA. A contribuição da ESA nessa missão ainda está enfrentando concorrência de financiamento com outros projetos.
Desde a descoberta que pode haver oceanos líquidos em Europa, Ganimedes e Calisto, há grande interesse em estudar essas luas detalhadamente. Dificuldades de financiamento têm atrasado o progresso. A Europa Orbiter foi uma missão da NASA planejada para estudar Europa, porém foi cancelada em 2002. Seus principais objetivos incluíam descobrir se há mesmo um oceano na lua e identificar locais de pouso para futuras missões. Outro projeto da NASA, JIMO (Jupiter Icy Moons Orbiter), foi cancelado em 2005. A ESA também analisou as possibilidades de uma missão chamada Jovian Europa Orbiter. Essa missões foram substituídas pela Europa Jupiter System Mission (EJSM) descrita acima.

## Exploração tripulada
Apesar de não ser possível pousar em Júpiter, é possível aterrissar nas luas de Galileu, levando à possibilidade de exploração humana tripulada. Os principais alvos são Europa, devido à possibilidade de vida e oceanos, e Calisto, devido à sua pequena dose de radiação. Em 2003, a NASA propôs um programa chamado Human Outer Planets Exploration (HOPE) que envolve missões tripuladas para as luas de Galileu. A NASA estimou uma possível tentativa na década de 2040. Na política espacial Vision for Space Exploration anunciada em janeiro de 2004, a NASA discutiu missões tripuladas além de Marte, dizendo que a "presença de investigação humana" pode ser desejável nas luas de Júpiter. Antes do cancelamento da missão JIMO, o administrador da NASA Sean O'Keefe disse que "exploradores humanos vão seguir em frente."

### Potencial de colonização
A NASA tem especulado a viabilidade de extrair substâncias da atmosfera dos planetas gasosos, especialmente hélio-3, um isótopo de hélio que é raro na Terra e poderia ter um alto valor como combustível termonuclear. Fábricas em órbita poderiam extrair o gás e levá-lo a naves espaciais. No entanto, o sistema jupiteriano possui algumas desvantagens para colonização devido à alta dose de radiação e o fundo poço gravitacional do planeta. O nível de radiação em Io é de cerca de 36 Sv (3 600 rem) por dia e em Europa é de cerca de 5,4 Sv (540 rems) por dia, o que é um aspecto importante devido ao fato que uma exposição a 0,75 Sv por alguns dias é suficiente para causar envenenamento por radiação, e cerca de 5 Sv por alguns dias é fatal.
| Lua       | rem por dia |
| --------- | ----------- |
| Io        | 3600        |
| Europa    | 540         |
| Ganimedes | 8           |
| Calisto   | 0,01        |

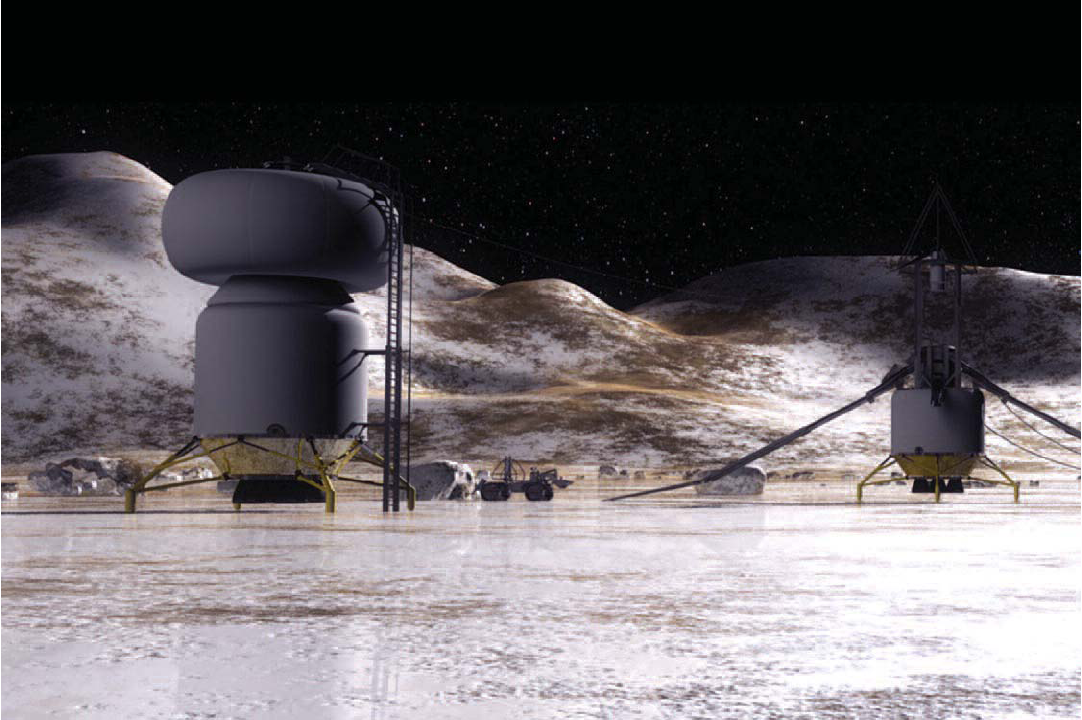
Impressão artística de uma base de exploração em Calisto.

Ganimedes é a maior lua do Sistema Solar e a única que possui uma magnetosfera, mas isso não a protege da radiação cósmica. Ganimedes recebe cerca de 0,08 Sv (8 rem) de radiação por dia. Calisto, que está mais longe de Júpiter, recebe apenas 0,0001 Sv (0,01 rem) por dia. Por comparação, o lugar da Terra com o maior nível de radiação natural é uma região perto de Ramsar, que recebe 0,26 Sv por ano.
Um dos principais alvos do HOPE foi Calisto. Foi discutida a possibilidade de construir uma base em Calisto, devido a seus pequenos níveis de radiação e sua estabilidade geológica. Calisto é a única lua de Galileu onde exploração humana é possível. Os níveis de radiação ionizante em Io, Europa e Ganimedes são muito altos para vida humana, e métodos de proteção adequados ainda têm de ser desenvolvidos.
Também seria possível construir uma base para prestar serviços a naves que estão indo para locais mais distantes no Sistema Solar. Em 1997, o Projeto Artemis projetou um plano para colonizar Europa. De acordo com esse plano, os exploradores iriam perfurar a crosta de gelo de Europa, entrando no possível oceano, onde eles iriam viver em bolsas de ar artificiais.